# Cecilia Johansdotter
Cecilia Johansdotter är ett namn som ofta har använts om en svensk drottning, gift med Knut Eriksson och senare katolsk nunna. I själva verket är dock hennes namn obekräftat och betraktas som okänt. Hon anges i vissa historiska och genealogiska framställningar som dotter till den svenske kungasonen Johan Sverkersson.
Genom ett påvebrev från 1193, som bevarats i avskrift, vet man att hon under en livshotande sjukdom avlade avhållsamhetslöfte och gick i kloster efter att ha tillfrisknat. Kung Knut ansökte senare hos påven om att hon skulle befrias från löftet.
Barn:
1. Tre söner, stupade 14 november 1205 i slaget vid Älgarås
2. Erik, kung av Sverige 1208–1216
3. Sigrid, gift med Magnus Broka